# Émile Joseph Duzer
 (juin 2018).
- Si vous ne connaissez pas le sujet, laissez ce bandeau (vous pouvez alors contacter les auteurs).
- Si vous supprimez le contenu mis en cause (vous pouvez préalablement contacter les auteurs),

argumentez précisément cette suppression dans la page de discussion
(un manque de référence n'est pas un argument ; une recherche réelle de référence doit avoir été effectuée, être formellement documentée).
Émile Joseph Duzer est un colonel de l'armée française, né le 30 juillet 1888 à Orléansville dans l'actuelle Chlef en Algérie, mort le 24 octobre 1964 à Tours (Indre-et-Loire), combattant de la Première Guerre mondiale et de la Campagne du Maroc.

## Biographie
Le grand-père d'Émile Duzer, Jean-Louis (° Laymont), émigre en Algérie vers 1844[réf. souhaitée] et se marie à Ténès le 21 juillet 1846, trois ans après le passage de cette région sous administration française, en y faisant venir une payse de son Gers natal, Ursule Medous. Ils y ont un fils, Louis Joseph, né 22 mars 1853, marié à Élise Burillon.
Émile Duzer passe son enfance aux environs immédiats d'Orléansville. S'il parle français à l'école et en famille, dès qu'il est dehors avec ses copains, c'est en arabe qu'il s'exprime[réf. souhaitée].
Engagé volontaire au 7e régiment de dragons le 19 août 1908, sa parfaite maîtrise de l'arabe est vite repérée : il fait fonction d’interprète militaire, passe les examens requis et est nommé interprète stagiaire au conseil de guerre d'Oran dès juillet 1909 puis officier interprète de 3e classe en septembre 1911. Sa première affectation d’officier des affaires indigènes est à El Aïoun Sidi Mellouk.
En fait ce n’est qu'une base arrière car, dès 1910, et au cours des années suivantes, il participe aux combats et aux opérations de « pacification » de la frontière marocaine. C'est ainsi qu'en 1910 il fait partie de la colonne Féraud. Interprète du colonel Eugène Féraud et directement partie prenante aux décisions d'un chef qu'il admire, il s'illustre en particulier dans des opérations de renseignement inhabituelles pour l'époque, et assez proches de l'action des forces spéciales d'aujourd'hui. Il traverse notamment la Moulouya qui a servi quelque temps de ligne de front, et passe plusieurs jours seul en territoire ennemi déguisé en arabe. Légèrement blessé à plusieurs reprises au cours de ces années, il aura deux chevaux tués sous lui au combat[réf. souhaitée].
Contrairement à la période précédente, la Première Guerre mondiale est pour lui une période calme. Malgré ses demandes réitérées d’affectation dans des unités combattantes, il est maintenu au Maroc où la France a besoin de conserver une structure administrative et de renseignement. Ce n'est qu'au milieu de l'année 1918 qu'il parvient à ses fins, à l’occasion de la réaffectation qui suit sa promotion au grade d'officier interprète de 1re classe (capitaine) mouvement qui le maintient initialement en Afrique du Nord, mais au cours duquel il échange son affectation avec un camarade, pratique admise à l’époque. Affecté dans ces conditions au 4e régiment mixte de zouaves et de tirailleurs, il arrive à son poste le 10 juillet 1918, quelques jours avant le déclenchement de la seconde bataille de la Marne, où son régiment, au sein de la 38e division d'infanterie du général Guyot de Salins prend une part active à la percée réalisée par cette division dès le début de la contre offensive (combats de Parcy et Tigny 18 juillet 1918), puis aux combats de Clencourt et de Carlepont[réf. souhaitée].
À compter de début 1919, il est réaffecté dans le sud algérien (Aflou puis Djelfa) puis participe à la campagne du Rif au cours de laquelle on lui confie à plusieurs reprises le commandement de tribus ralliées utilisées comme troupes supplétives. C'est là qu'il s'illustrera le plus et sera cité plusieurs fois[réf. souhaitée].
Affecté à Alger le 3 janvier 1926 au Conseil de guerre d’abord, puis à la Direction des territoires du Sud le 30 mai 1928 (Service des Affaires Indigènes au Gouvernement Général de l’Algérie), il ne quittera plus, jusqu'à l’indépendance, la capitale algérienne que pour des missions ponctuelles dans le sud et ne traitera pendant les 25 années suivantes que des affaires politiques jusqu'à sa retraite le 30 juillet 1953.
Une fois passées les cérémonies du centenaire de l'Algérie, au cours desquelles il sert d’interprète au président Gaston Doumergue, en 1933 de sa propre initiative il adresse au gouverneur général d'Algérie Jules Carde un rapport où il analyse la montée du nationalisme algérien et alerte sur le caractère inéluctable de la perte de l'Algérie faute d’une politique adéquate.
Malgré cette conscience de la situation, il demeurera à Alger jusqu'à la fin, et ne quittera son pays natal qu'en juin 1962. Auparavant, il aura réchappé à la fusillade de la rue d'Isly à Alger : le 26 mars 1962, il est au contact direct du barrage de la rue d'Isly tenu par le 4e régiment de tirailleurs et tente même d'engager le dialogue en arabe avant que les tirailleurs n'ouvrent le feu. Il est indemne, allongé derrière un arbre à quelques mètres des tireurs, et il se demandera longtemps si ces quelques mots lui ont sauvé la vie. Son témoignage, paraît dans la presse[Laquelle ?].
Il meurt à Tours le 24 octobre 1964[réf. souhaitée] à l'âge de 76 ans.

## Grades successifs
- 26/08/1908 : dragon de 2e classe
- 25/09/1909 : interprète stagiaire
- 25/09/1911 : officier interprète de 3e classe (sous-lieutenant)
- 23/09/1913 : officier interprète de 2e classe (lieutenant)
- 19/04/1918 : officier interprète de 1re classe (capitaine)
- 21/03/1932 : interprète commandant
- 25/03/1943 : lieutenant-colonel
- 01/01/1949 : colonel[14]

## Distinctions
- Croix de Guerre des T.O.E. avec deux étoiles[15]
- Légion d'honneur[2]:
  - Chevalier du 13 juillet 1925, le général Boichut procédant à la remise de la croix lors d'une prise d'armes de la garnison de Taza le 21 septembre de la même année ;
  - Officier du 29 juin 1934
  - Commandeur du 11 février 1948, insigne remis devant le font des troupes par le général Guy Schlesser le 11 novembre de cette année
- Commandeur du Ouissam Alaouite du 27 septembre 1933[2]
- Commandeur de l'ordre du Nichan Iftikhar[15]
- Médaille coloniale avec deux étoiles
- Médaille « Paz de Marruecos » (Espagne)
- Médailles commémoratives dont la médaille commémorative de la guerre 1914-1918 et médaille commémorative du Maroc

## Vie familiale
Marié le 16 juillet 1910 à Ténès avec Julie Marie Gassier (1888-1953). Le couple a eu trois enfants :
- Alfred Émile Duzer, professeur d'hématologie au CHU de Dijon (1914-1985)
- René Louis Duzer, conservateur des hypothèques (1916-1982)
- Albert Robert Duzer, commerçant (1920-1986)